# Ranunculus cassubiciformis
Ranunculus cassubiciformis är en ranunkelväxtart som beskrevs av Sóo. Ranunculus cassubiciformis ingår i släktet ranunkler, och familjen ranunkelväxter. Inga underarter finns listade i Catalogue of Life.